# 田水井站
田水井站位于中华人民共和国山东省菏泽市牡丹区佃户屯街道，是京九铁路的一座火车站，等级为四等站，距北京西站591公里，常平站1724公里，本站及相邻上下行区间均为电气化区段。车站建于1996年，只办理货运，不办理客运业务。